# Los derechos del hombre

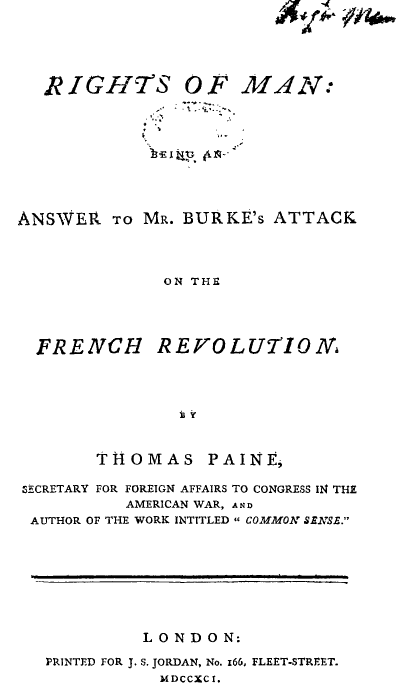
Portada de una edición original.

Los derechos del hombre, cuyo título original en inglés fue Rights of Man, es una obra escrita por Thomas Paine en 1791 como respuesta a Reflexiones sobre la Revolución francesa, de Edmund Burke.
Ha sido interpretada como la defensa de la Revolución francesa, aunque también es una de las primeras obras que plasma los conceptos de libertad e igualdad humanas. Las ideas están presentadas en fragmentos, lo cual hace que el libro sea vago en cierto sentido. La falta de una aproximación holística por parte de Paine puede ser atribuida al hecho de que el libro fue escrito en dos partes. De la vigorosidad de su escritura se desprende que Paine fue uno de los mejores autores de su tiempo y, a pesar de su tono sarcástico, Los derechos del hombre es indudablemente uno de los trabajos más serios y que más ha influenciado a generaciones de creyentes en la democracia.